# Магомедов, Абдурашид Магомедович
Абдураши́д Магоме́дович Магоме́дов (род. 22 апреля 1958, с. Кукни, Лакский район, Дагестанская АССР, РСФСР, СССР) — советский и российский деятель органов внутренних дел. Министр внутренних дел по Республике Дагестан с 11 августа 2010. Генерал-лейтенант полиции (2014). Заслуженный сотрудник органов внутренних дел Российской Федерации.

## Биография
Родился 22 апреля 1958 в селе Кукни Лакского района Дагестанской АССР.
Трудовую деятельность начал в 1975 столяром в городе Денау Узбекской ССР. В сентябре 1976 поступил на юридический факультет Самаркандского государственного университета имени Алишера Навои, обучался по специальности «правоведение». Окончив вуз, вернулся в Дагестан. Некоторое время работал плотником передвижной механизированной колонны Минсельхоза Дагестанской АССР.
С 1984 по 1986 проходил срочную службу в рядах Советской армии. Начал службу с работы юрисконсультом, затем с 1986 — следователь, с 1989 — старший следователь Ленинского РОВД Махачкалы.
В 1989 переведён следователем следственного отдела МВД, с 1991 — следователь СЧ по преступлениям экономической направленности СУ МВД по Республике Дагестан.
- С 1991 по 1997 — начальник следственного отдела ОВД Хасавюрта.
- С 1997 по 1998 — начальник ОВД Хасавюрта.
- С 1998 по 2002 — начальник Информационного центра МВД по Республике Дагестан.
- С 2002 по 2006 — заместитель начальника Службы криминальной милиции МВД по Республике Дагестан.
- С 2006 по 11 августа 2010 — заместитель министра внутренних дел по Республике Дагестан — начальник следственного управления.
- С 11 августа 2010 — Министр внутренних дел по Республике Дагестан[1].

## Санкции
7 декабря 2022 года, на фоне вторжения России на Украину, включён в санкционный список Канады «близких соратников режима» за грубые и систематические нарушения прав человека в отношении российских граждан, «протестующих против незаконного вторжения российского режима в Украину и антидемократической политики».

## Награды
Государственные
- Орден Почёта
- Орден «За личное мужество»
- Медаль ордена «За заслуги перед Отечеством» II степени
- Медаль «За отличие в охране общественного порядка»
- Заслуженный сотрудник органов внутренних дел Российской Федерации

Ведомственные
- Медаль «За доблесть в службе»
- Медаль «За отличие в службе» I, II и III степеней
- Медаль «200 лет МВД России»
- Медаль «100 лет международному полицейскому сотрудничеству»
- Нагрудный знак «Почётный сотрудник МВД»
- Нагрудный знак «Участник боевых действий»

Региональные
- Орден «За заслуги перед Республикой Дагестан»
- Медаль Амет-Хана Султана (23 апреля 2018) - за заслуги перед республикой и многолетнюю добросовестную работу[3]
- Орден Почета Республики Дагестан III степени (26 апреля 2023) - за большой вклад в обеспечение законности, правопорядка и многолетнюю добросовестную работу
- Медаль «За проявленное мужество» (12 сентября 2024) — за содействие в укреплении государственной безопасности, мужество, отвагу и самоотверженность, проявленные при защите территории Республики Дагестан от международных бандформирований в 1999 году[4]